# 曾武清
曾武清，是台灣廣播新聞主播、主持人，曾任中天電視和NEWS98記者及主播，2005年4月進入中廣新聞網擔任主播，廣播新聞資歷已超過十六年；2021年6月～2022年6月擔任頻道總監；2022年7月回任主播；平常主播周末《整點新聞》並主持週六《電一下就上影》。

## 學歷
- 國立陽明交通大學（原國立交通大學）傳播研究所
- 國立政治大學廣播電視學系

## 經歷
- 中天新聞記者
- NEWS98主播
- 中廣新聞網晚班時段主播 2006.2~2017.4[2]
- 中廣新聞網早班時段主播 2017.5~2021.5
- 中廣新聞網《武媛早報》節目主持人2018.7~2019.3
- 中廣新聞網《新聞早點名》節目主持人2019.3~2021.5
- 中廣新聞網頻道總監2021.6~2022.6

## 曾主持節目
- 《0800整點新聞》2017.5~2018.6
- 《武媛早報》2018.7~2019.3（和主播李雅媛共同）
- 《新聞早點名》2019.3~2021.5[3]

## 主持節目
- 周六《電一下就上影》

## 外部連結
- 曾武清的Facebook專頁